# 郭鹤立
郭鹤立（1964年1月—2025年3月20日），中华人民共和国政治人物，甘肃省会宁县人，中共党员。早年从警，曾任中共临夏州委书记等职。

## 生平
郭鹤立出生于会宁县河畔镇冯堡村。早年在甘肃省警察学校学习，毕业后成为兰州市公安局的一名警察，1999年9月，他离开兰州市公安局，出任中共兰州市安宁区党委副书记:98，郭氏在安宁区任职期间，因在中華人民共和國第五次全國人口普查工作中表现良好，获得甘肃省人民政府表彰为“省级先进个人”:18。
2002年9月，郭鹤立由兰州空降至临夏州，出任该州和政县党委书记:36，直到2005年7月21日卸任:56。同年，升任临夏回族自治州人民政府副州长，并兼任该州公安局局长、党委书记。2009年，郭鹤立升任中共临夏回族自治州党委常委、组织部部长，同年8月，不再兼任临夏州副州长。
2011年，郭鹤立回到兰州，出任中共甘肃物产集团党委书记、总经理兼甘肃省物资流通协会会长。2014年，他转任甘肃省安全生产监督管理局局长。甘肃省安全生产监督管理局改制为甘肃省应急管理厅后，郭氏成为甘肃省应急管理厅首任厅长。
2019年3月，郭鹤立再次来到临夏州，出任该州党委书记，直到2023年10月卸任。卸任后，郭鹤立回到兰州，在中共甘肃省委办公厅任职，并保留正厅级待遇。